# Alberich Bergh
Alberich Bergh (* 1677 in Merken; † 26. August 1736 in Marienstatt) war ein deutscher römisch-katholischer Geistlicher und der 41. Abt der Abtei Marienstatt. Sein Abbatiat ging von 1720 bis 1735.

## Leben und Wirken
Dreiundzwanzigjährig legte Bergh im Jahr 1700 die Profess in der Abtei Marienstatt ab. Vier Jahre später, am 20. September 1704 wurde er zum Diakon geweiht und am 19. September 1705 zum Priester. Es ist belegt, dass er ab dem 15. Oktober 1711 die Pfarreien der Grafschaft Sayn betreute. 1714 wurde er Granar. 
Am 28. April 1720 wurde Alberich zum 41. Abt von Marienstatt gewählt und am 2. Juni 1720 vom Kölner Weihbischof Johann Werner de Veyder geweiht. 1732 setzte er sich vor dem Reichskammergericht gegen den Grafen von Sayn durch: die freie Religionsausübung wurde der Pfarrei Kroppach zugesichert. Während seiner Amtszeit wurde die Brücke über die Nister erneuert. Zudem wurde das Klostergebäude niedergelegt und ein barocker Neubau errichtet. Die Fertigstellung sollte er aber nicht mehr erleben. 
Bei der Weihe des Heisterbacher Abtes Engelbert Schmits assistierte er (4. Juli 1728). 
Am 10. Mai 1735 legte er sein Amt nieder, am 26. August 1736 starb er in Marienstatt.